# Religioni in Vietnam

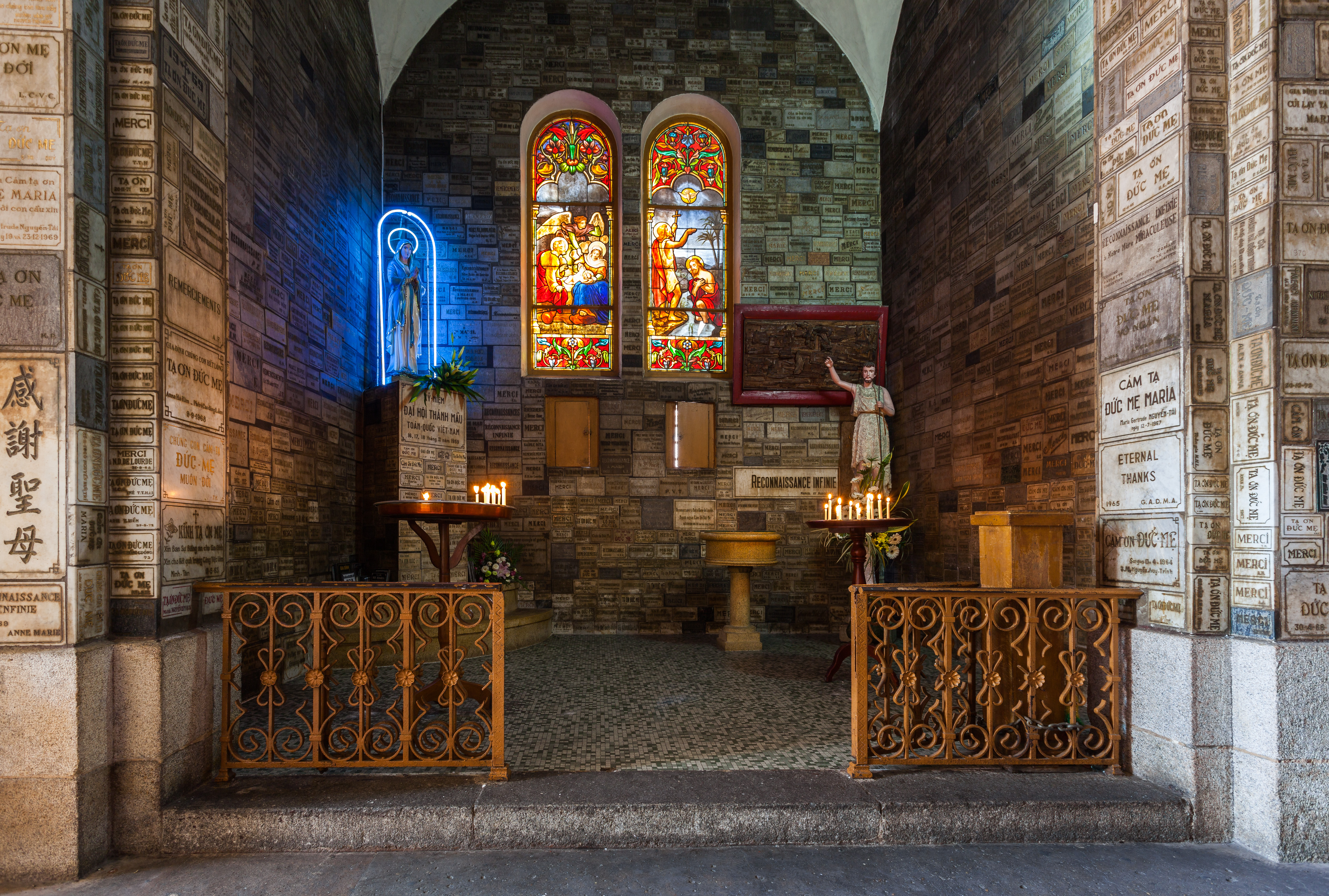
Basilica di Nostra Signora, Città Ho Chi Minh, Vietnam

Le religioni in Vietnam hanno una lunga tradizione, a partire dalla religione popolare vietnamita la quale è stata storicamente strutturata ed influenzata dalle dottrine del confucianesimo e del taoismo provenienti dalla Cina, così come anche da una forte tradizione del buddhismo, il tutto denominato "Tre insegnamenti" (o tam Giáo) il quale considera le tre fedi come un aggregato armonioso.
Il Vietnam è uno dei paesi meno religiosi del mondo; secondo le statistiche ufficiali del governo datate 2014 vi sono 23 milioni di persone con una delle organizzazioni religiose riconosciute, su una popolazione totale di 90 milioni di abitanti; di questi 11 milioni (12,2%) sono buddhisti, 6,2 milioni professano il cattolicesimo (6,8%), 4,43 milioni seguono il Caodaismo (4,8%), 1,4 milioni sono protestanti (1,6%), 1,3 milioni praticano la tradizione dell'Hoahaoismo; si trovano inoltre 75.000 musulmani, 7.000 Bahá'í, 1500 indù ed altri gruppi più piccoli.
Le fedi religiose tradizionali (il culto degli dèi, delle dee e degli antenati) hanno sperimentato una rinascita a partire dagli anni '80 del XX secolo. Secondo le stime da parte del Pew Research Center, nel 2010 la maggior parte dei vietnamiti praticavano religioni popolari (45,3%), i buddisti costituivano il 16,4% della popolazione, circa il 8,2% dei vietnamiti erano invece cristiani (soprattutto cattolici), e circa il 30% non erano affiliati ad alcuna religione. Ufficialmente, la Repubblica socialista del Vietnam è uno stato ateo come dichiarato dal suo governo dominato dal partito Comunista del Vietnam.